# Delayed Reaction
Delayed Reaction es el décimo álbum de estudio de la banda estadounidense Soul Asylum. Fue lanzado el 17 de julio de 2012 y debutó en el puesto #160 en la lista Billboard. Es el primer disco de la banda lanzado bajo el sello 429 Records.

## Lista de canciones
Todas fueron compuestas por David Pirner.
1. "Gravity" - 4:32
2. "Into the Light" - 3:58
3. "The Streets" - 2:49
4. "By the Way" - 3:21
5. "Pipe Dream" - 2:45
6. "Let's All Kill Each Other" - 2:40
7. "Cruel Intentions" - 3:54
8. "The Juice" - 3:38
9. "Take Manhattan" - 2:55
10. "I Should've Stayed in Bed" - 5:10

## Créditos
- David Pirner – voz, guitarra
- Dan Murphy – guitarra
- Tommy Stinson – bajo
- Michael Bland – batería